# Bardsragujn chumb 1994
Il Bardsragujn chumb 1994 è stato la terza edizione del campionato di calcio armeno, concluso con la vittoria dell'Shirak FC, al suo secondo titolo.
Capocannoniere del torneo fu Arsen Avetisyan (Homenetmen Yerevan) con 39 reti.

## Formula
Le squadre partecipanti avrebbero dovuto essere 16 ma l'Impuls Dilijan si ritirò prima dell'inizio portando a 15 le partecipanti al campionato. Fu disputato un turno di andata e ritorno per un totale di 28 partite al termine delle quali le ultime quattro classificate retrocedettero in Aradżin Chumb per ridurre nella stagione successiva il numero di squadre.
La prima classificata si qualificò alla Coppa UEFA 1995-1996 mentre la vincitrice della coppa nazionale alla Coppa delle Coppe 1995-1996.
Il Zvartnots Echmiadzin cambiò nome in SKA-Arai Echmiadzin

## Squadre partecipanti
| Club                  | Città       | Stadio | Posizione 1993     |
| --------------------- | ----------- | ------ | ------------------ |
| Ararat Yerevan        | Erevan      |        | Campione d'Armenia |
| Shirak FC             | Gyumri      |        | 2°                 |
| Banants Kotaik        | Erevan      |        | 3°                 |
| Homenetmen Yerevan    | Erevan      |        | 4°                 |
| Van Yerevan           | Erevan      |        | 5°                 |
| Tsement Ararat        | Ararat      |        | 6°                 |
| Homenmen-FIMA Yerevan | Erevan      |        | 7°                 |
| Yerazank Yerevan      | Erevan      |        | 8°                 |
| Nairit Yerevan        | Erevan      |        | 9°                 |
| Kanaz Yerevan         | Erevan      |        | 10°                |
| Kotayk Abovyan        | Abovyan     |        | 11°                |
| Impuls Dilijan        | Dilijan     |        | 12°                |
| SKA-Arai Echmiadzin   | Echmiadzin  |        | 13°                |
| Lori                  | Vanadzor    |        | Aradżin Chumb      |
| Aznavour Noyemberyan  | Noyemberyan |        | Aradżin Chumb      |
| Zankezour Goris       | Goris       |        | Aradżin Chumb      |

## Classifica finale
|                    | Pos. | Squadra       | Pt | G  | V  | N | P  | GF  | GS | DR  |
| ------------------ | ---- | ------------- | -- | -- | -- | - | -- | --- | -- | --- |
| Armenia (bandiera) | 1.   | Shirak        | 52 | 28 | 24 | 4 | 0  | 83  | 19 | +64 |
|                    | 2.   | Homenetmen    | 47 | 28 | 23 | 1 | 4  | 113 | 24 | +89 |
|                    | 3.   | Ararat        | 47 | 28 | 21 | 5 | 2  | 109 | 21 | +88 |
|                    | 4.   | Homenmen-FIMA | 36 | 28 | 15 | 6 | 7  | 65  | 45 | +20 |
|                    | 5.   | Banants       | 35 | 28 | 17 | 1 | 10 | 95  | 56 | +39 |
|                    | 6.   | Tsement       | 28 | 28 | 11 | 6 | 11 | 54  | 49 | +5  |
|                    | 7.   | Kotayk        | 27 | 28 | 12 | 3 | 13 | 73  | 53 | +20 |
|                    | 8.   | Aznavour      | 25 | 28 | 11 | 3 | 14 | 43  | 72 | -29 |
|                    | 9.   | Yerazank      | 23 | 28 | 9  | 5 | 14 | 29  | 50 | -21 |
|                    | 10.  | Van           | 22 | 28 | 9  | 4 | 15 | 34  | 72 | -38 |
|                    | 11.  | Zangezour     | 22 | 28 | 9  | 4 | 15 | 25  | 77 | -52 |
|                    | 12.  | Nairit        | 20 | 28 | 7  | 6 | 15 | 22  | 43 | -21 |
|                    | 13.  | Lori          | 16 | 28 | 5  | 6 | 17 | 22  | 65 | -43 |
|                    | 14.  | SKA-Arai      | 15 | 28 | 5  | 5 | 18 | 38  | 85 | -47 |
|                    | 15.  | Kanaz         | 5  | 28 | 1  | 3 | 24 | 15  | 89 | -74 |
|                    | 16.  | Impuls        | 0  | 0  | 0  | 0 | 0  | 0   | 0  | 0   |

Legenda:

      Campione di Armenia
      Retrocessa in Aradżin Chumb
Note:

Due punti a vittoria, uno a pareggio, zero a sconfitta.

### Verdetti
- Shirak FC Campione d'Armenia 1993 e ammesso alla Coppa UEFA 1994-1995
- FC Ararat qualificata alla Coppa delle Coppe 1995-1996
- Kanaz Yerevan, SKA-Arai Echmiadzin, Lori Vanazdor, Nairit Yerevan retrocessi in Aradżin Chumb
- Impuls Dilijan ritirato prima dell'inizio della stagione.

## Classifica marcatori
| Gol |  |  | Giocatore             | Squadra    |
| --- |  |  | --------------------- | ---------- |
| 39  |  |  | Arsen Avetisyan       | Homenetmen |
| 25  |  |  | Henrik Berberyan      | Kotayk     |
| 23  |  |  | Anushavan Pahlevanyan | Tsement    |
| 22  |  |  | Gegham Hovhannisyan   | Homenetmen |
| 18  |  |  | Vahe Yaghmuryan       | Ararat     |